# Pļavnieki
Pļavnieki es un barrio de la ciudad de Riga, Letonia.

## Superficie
Posee una superficie de 2,985 kilómetros cuadrados (298,5 hectáreas).

## Población
Hasta 2021 presentaba una población de 40 828 habitantes, con una densidad de población de 13 677,7 habitantes por kilómetro cuadrado.

## Transporte

### Rutas
- Autobús: 3, 6, 13, 15, 20, 31, 34, 47, 48, 49, 51, 52.[1]
- Trolebús: 16, 22.[1]
- Autobús expreso: 370.[1]